# Просівці
Просівці́ — село в Україні, у Скориківській сільській громаді Тернопільського району Тернопільської області. Підпорядковувалось Воробіївській сільраді.
Від вересня 2015 року ввійшло у склад Скориківської сільської громади. Розташоване на річці Збруч, на сході району
Населення — 77 осіб (2007).

## Історія
Перша писемна згадка — 1503. Назва походить, імовірно, від занять мешканців — вирощували просо, з якого виготовляли крупу; а відходи проса (солому, полову) використовували як корм для тварин. 1857 р. у селі проживали 335 осіб, 1921—427.
1920 р. засновано кооперативу, 1925 р. функціонував млин Яна Попельського. Діяла філія товариства «Просвіта», драматичний гурток, кооператива. У 1934 р. в однокласній школі (збудована у 1909 р.) навчалося 55 учнів.
Упродовж 1934—1939 рр. Просівці належали до ґміни Скорики.
Від 5 липня 1941 р. до 7 березня 1944 р. село — під нацистською окупацією. У Червоній армії на фронтах радянсько-німецької війни загинули місцеві жителі Володимир (1901—1944) і Григорій (1901—1944) Гладини, Антон (1914—1944) і Теофан (1921—1945) Йосики, Ілля Назар (1918—1941); семеро пропали безвісти.
12 червня 2020 року, відповідно до розпорядження Кабінету Міністрів України  № 724-р «Про визначення адміністративних центрів та затвердження територій територіальних громад Тернопільської області», село увійшло до складу Скориківської селищної громади.
19 липня 2020 року в результаті адміністративно-територіальної реформи та ліквідації Підволочиського району, село увійшло до складу новоствореного Тернопільського району.

## Релігія
- церква Усікновення голови святого Іоана Предтечі (1910, ПЦУ, мурована),
- костел (1910, недіючий).

## Галерея

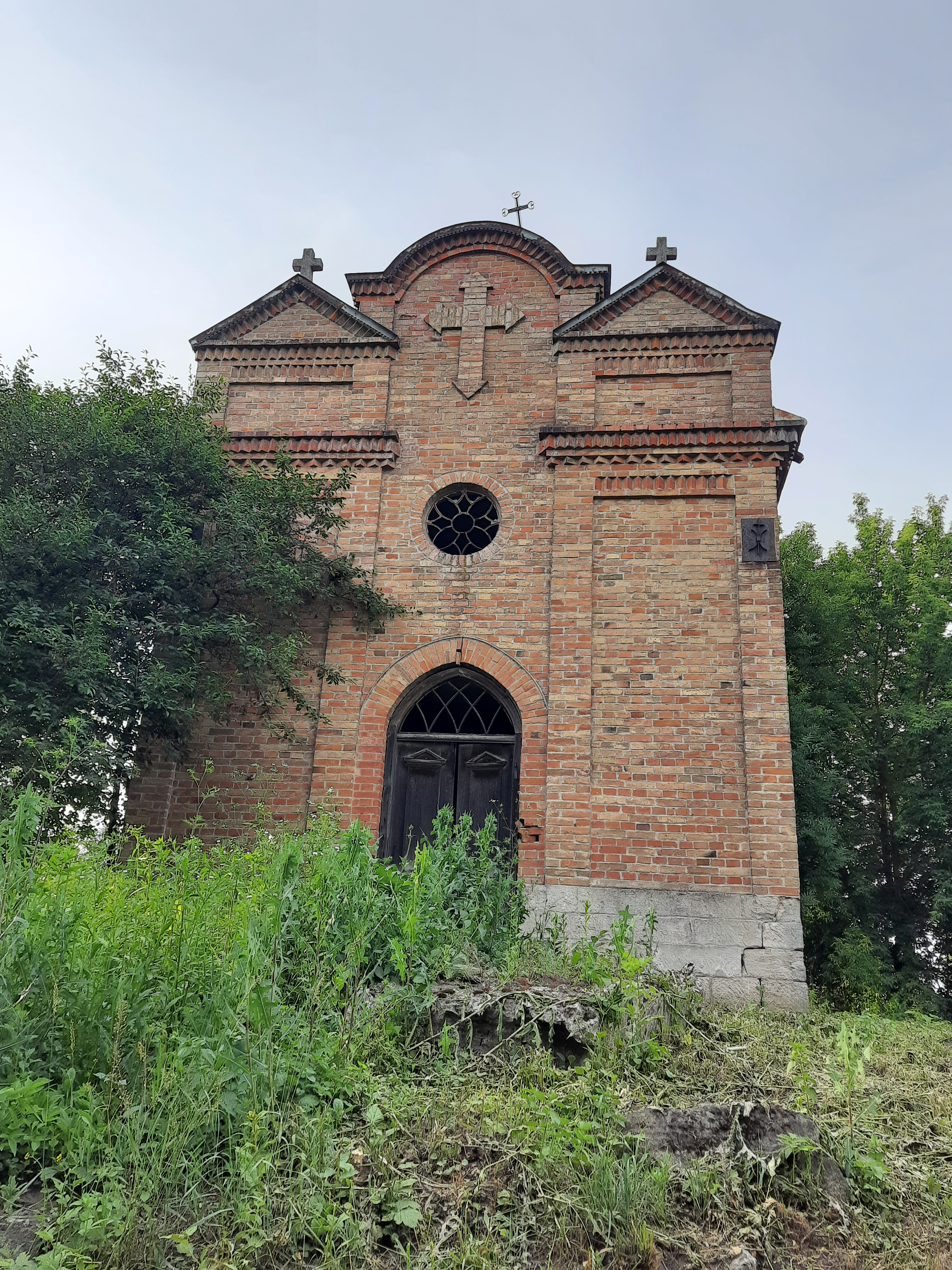
Костел 1910р.
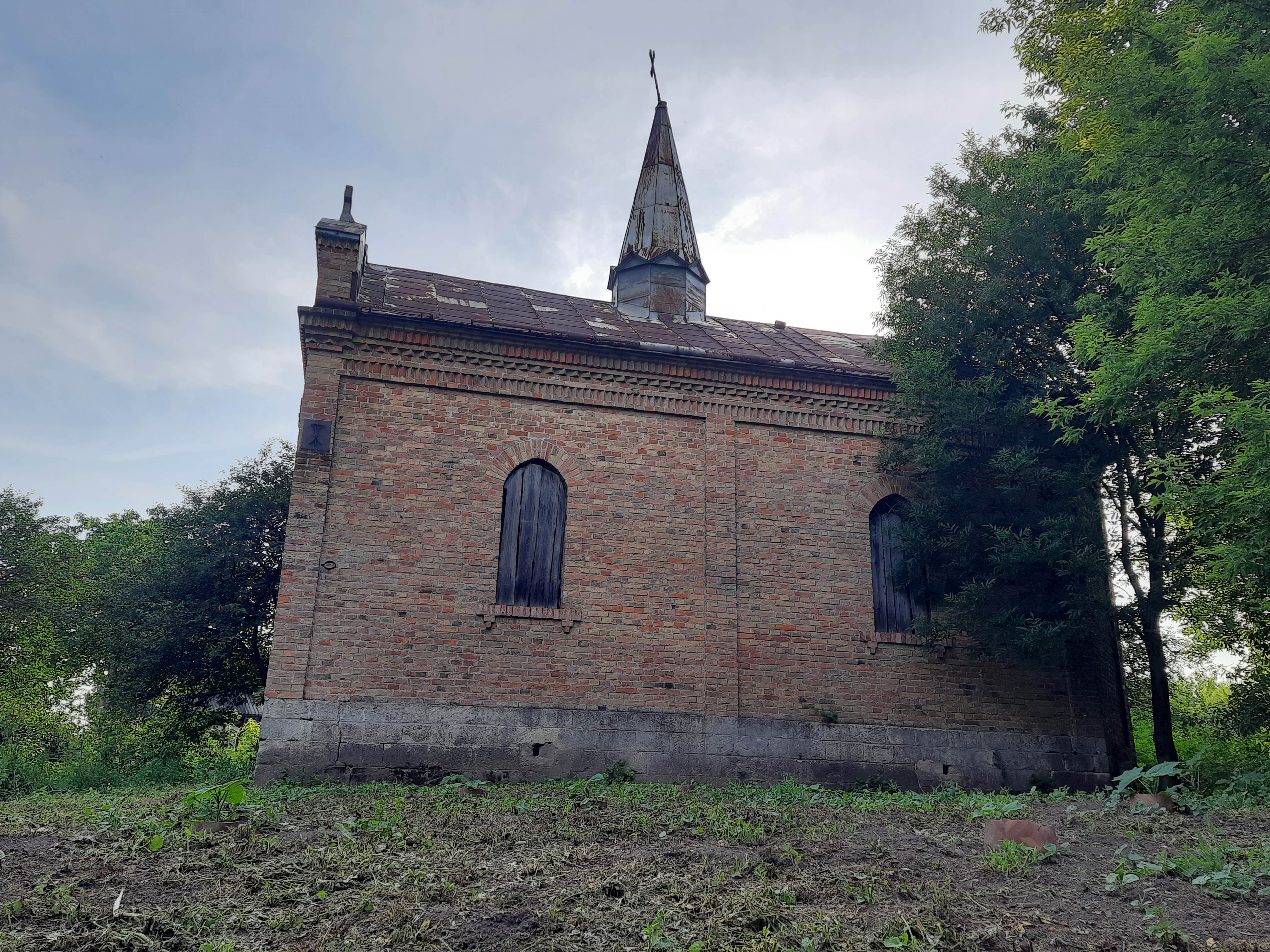
Костел
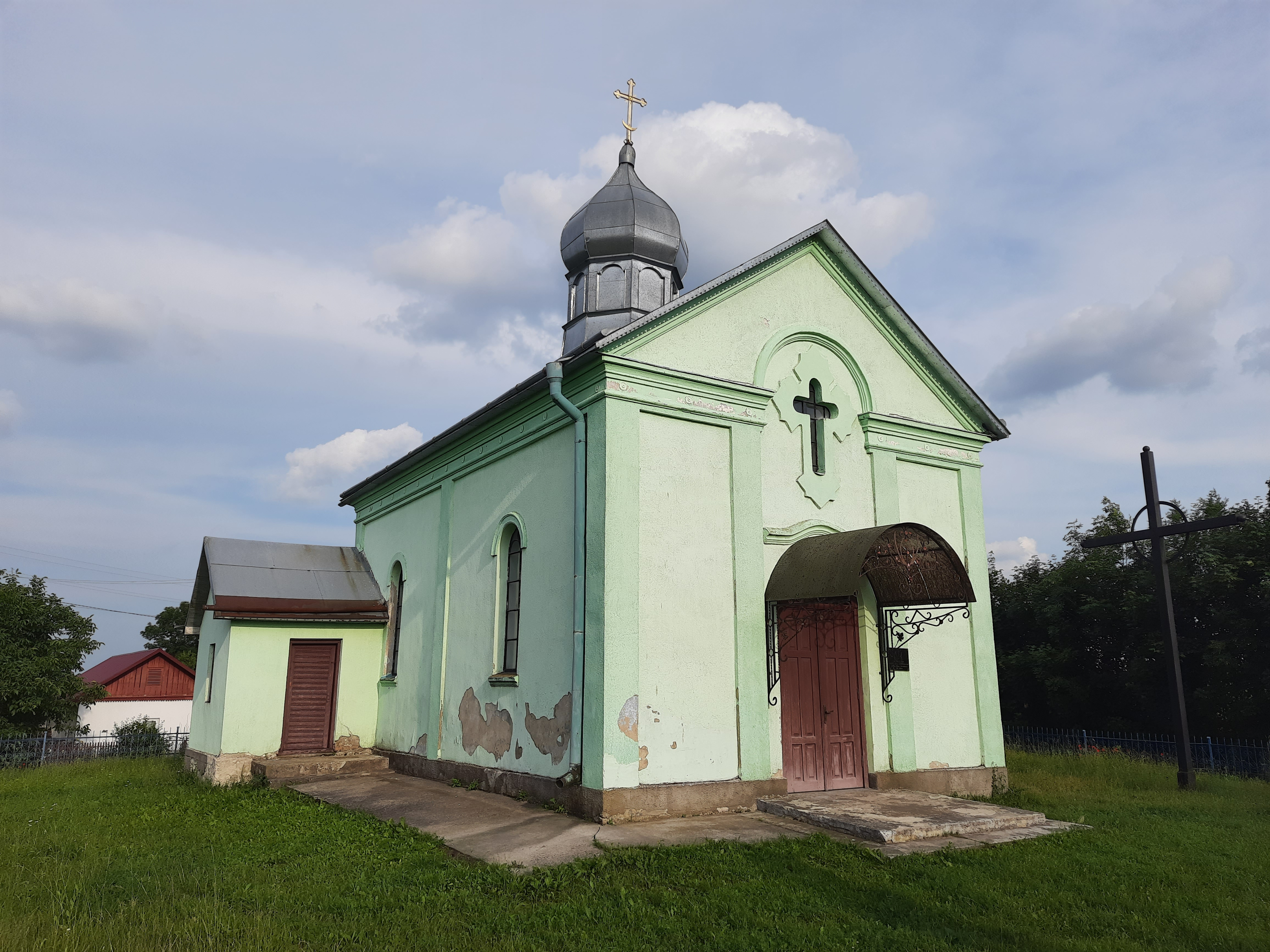
Церква Усікновення Голови Святого Івана Хрестителя
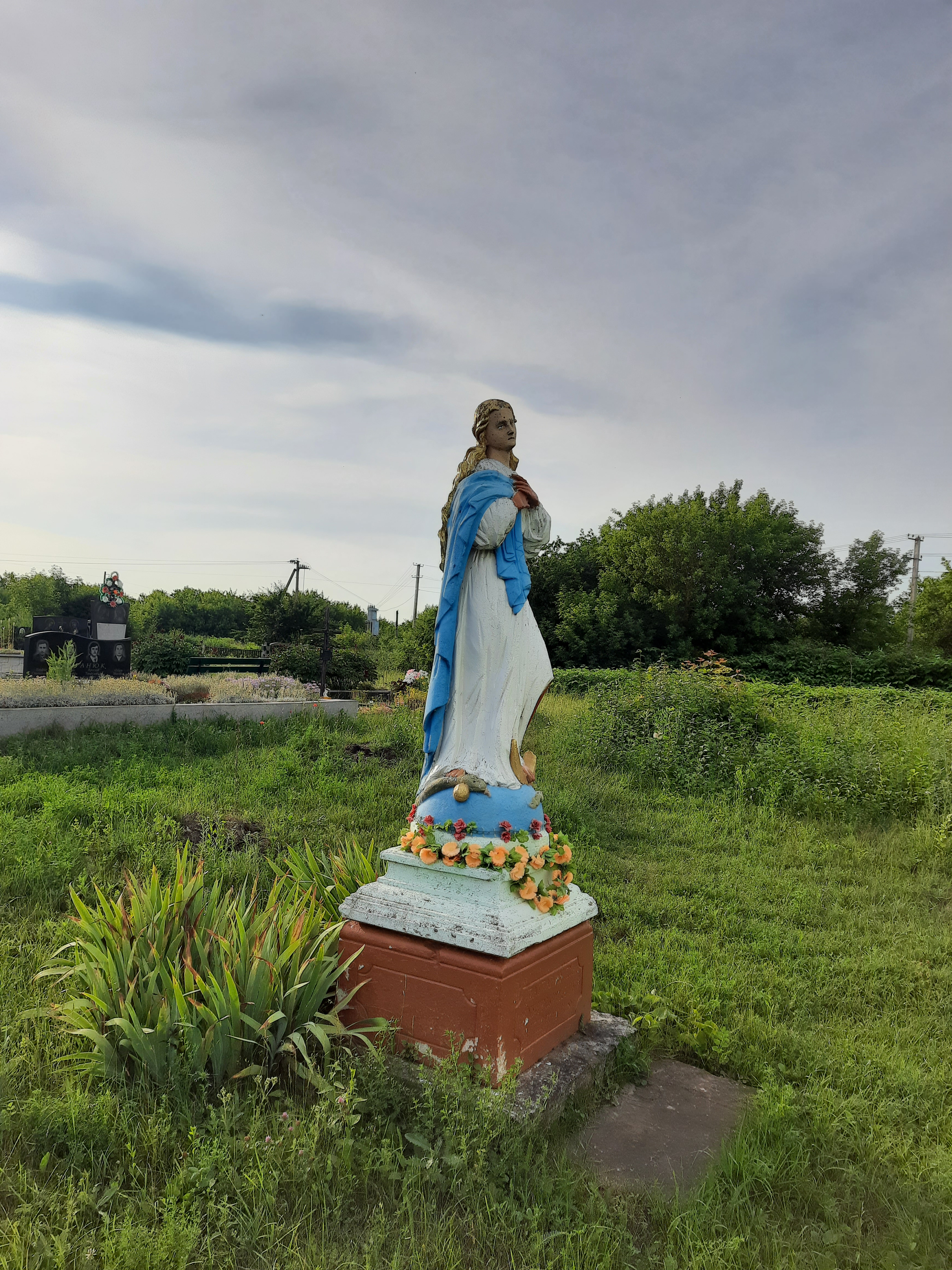
"Фігура" Матері Божої
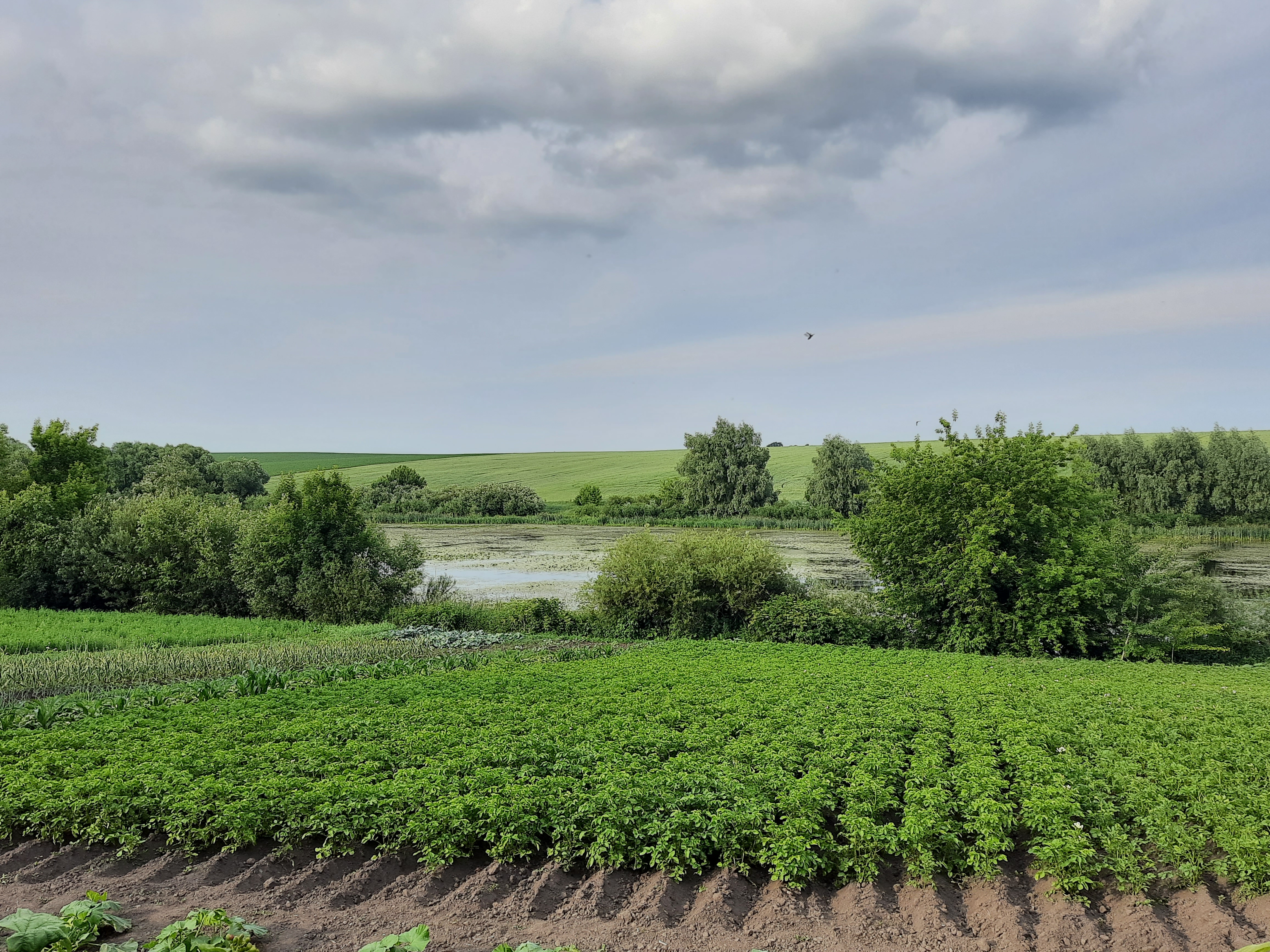
Краєвид біля села